# آوستا
شهر آوستا (به سوئدی: Avesta) در ناحیه شهری آوستا در کشور سوئد واقع شده‌است. جمعیت این شهر ۱۰۹۶٫۴۶  نفر است.